# Svarttjärnen (Norsjö socken, Västerbotten, 721645-167240)
Svarttjärnen är en sjö i Norsjö kommun i Västerbotten och ingår i Skellefteälvens huvudavrinningsområde.